# Alchemilla loxotropa
Alchemilla loxotropa är en rosväxtart som beskrevs av A. Plocek. Alchemilla loxotropa ingår i släktet daggkåpor, och familjen rosväxter. Inga underarter finns listade i Catalogue of Life.